# Mao II
Mao II  (Mao II) è un romanzo pubblicato nel 1991 dallo scrittore Don DeLillo.

## Storia editoriale
Il libro ha vinto il Premio PEN/Faulkner per la narrativa 1992 e, sempre nel 1992, è stato finalista al Premio Pulitzer.
È stato tradotto in danese, olandese, polacco, finlandese, rumeno, neogreco, tedesco, francese, ebraico, russo.svedese, coreano, cinese, spagnolo e italiano.

## Trama
Lo scrittore Bill Gray, autore di due libri di successo, non pubblica da decenni. Tutti attendono con impazienza il suo nuovo libro. Lo scrittore, ormai anziano, vive in una residenza segreta con una coppia di giovani, che si occupano dei suoi bisogni. A rompere la quiete arriva una fotografa, Brita Olsen, che sta portando avanti un progetto che prevede solamente foto di scrittori, sparsi in ogni parte del mondo. L'arrivo della fotografa innescherà una crepa nella routine dello scrittore che lo porterà a voler presenziare nuovamente, dopo anni di silenzio, ad una lettura di poesia volta alla liberazione di un poeta rapito a Beirut in circostanze poco chiare.

## Edizioni in italiano
- Don DeLillo, Mao II, traduzione di Delfina Vezzoli, Torino: Einaudi, 2003